# JD.com
JD.com (fino al marzo 2013 360Buy) è una società cinese di commercio elettronico con sede a Pechino, in Cina, nata nel luglio del 1998. Per numero di clienti, JD.com è la seconda piattaforma di commercio elettronico più grande della Cina, dietro Alibaba Group e davanti a Pinduoduo, nel mondo è dietro Amazon e Alibaba Group. Al 2022 risulta il 46º gruppo al mondo per fatturato nella Fortune Global 500.

## Storia
Più grande dettagliante su internet B2C in Cina, sbarca su internet come jdlaser.com nel 2004, come negozio di magnetottica, ma presto diversifica vendendo elettronica, dispositivi portatili e computer. Successivamente, nel giugno 2007, cambia dominio in www.360buy.com. Inizia poi a vendere anche prodotti per la casa e per bambini, così come libri, cibo e biglietti aerei. Da fine ottobre 2012 entra anche nel mercato europeo.
Nel 2014 Tencent Holdings ha accettato di acquistare una partecipazione del 15% nel sito di e-commerce cinese JD.com Inc. per costruire un concorrente più forte di Alibaba Group Holding Ltd..
Nel maggio 2014, JD.com viene introdotto nel mercato azionario del Nasdaq e, in questa occasione, raccoglie 1,8 miliardi di dollari.
Dal 2017 fa parte degli azionisti, detiene il 2,06%, nella società Wanda Commercial Management con Tencent Holdings (4,12%), Suning Holdings Group (3,91%) e Sunac China Holdings (3,91%). L'azienda ha sviluppato la propria presenza nei paesi occidentali creando uffici a New York, Parigi, Londra, Milano e in altre città. Nel gennaio 2022 JD.com ha stretto una partnership con Shopify per iniziare a vendere i marchi Shopify attraverso il suo sito di e-commerce transfrontaliero in Cina.

## Attività
Il fatturato del 2017 è stato di 362,3 miliardi di yuan (55,7 miliardi di dollari), con un aumento del 40,3% rispetto all'anno precedente. L'utile netto è stato di 116,8 milioni di yuan ($ 18 milioni) per l'anno, rispetto a una perdita netta di 2 miliardi di yuan ($ 315,2 milioni) nel 2016. JD ha dichiarato di contare 292,5 milioni di clienti attivi.
JD.com funziona come Amazon.com vendendo direttamente ai propri clienti beni di sua proprietà, perché li ha acquistati a monte. Questa scelta obbliga l'azienda a dotarsi di una rete di magazzini, e a investire soprattutto nella logistica.

## Affiliati
Legalmente JD.com, Inc. è una Holding registrata nelle Isole Cayman. I componenti principali dell'azienda:
- JD Worldwide — è una piattaforma di trading online internazionale che consente ai marchi di tutto il mondo di vendere direttamente i propri prodotti ai consumatori cinesi.
- Joybuy — è una piattaforma Business-to-business internazionale.
- JD.com Overseas — è una piattaforma internazionale di e-commerce.
- JD Global Sales — è una piattaforma internazionale di e-commerce.
- JD Luxury — è una piattaforma di shopping online specializzata in marchi di lusso.
- J Shop — è una piattaforma di shopping online specializzata in prodotti per attività all'aria aperta, sport e viaggi.
- Jingxi è una piattaforma di shopping di gruppo.
- JD Logistics — è la divisione logistica di JD.com. A partire dal 2022, l'azienda disponeva di oltre 1.400 magazzini con una superficie totale di oltre 25 milioni di m² (inclusi magazzini frigoriferi in 37 città con una superficie totale di oltre 600.000 m²), più di 7.200 stazioni di consegna e più di 200.000 corrieri in Cina, oltre a più di 80 magazzini all'estero.
- JD Logistics Open Warehouse — è una piattaforma che consente di prenotare spazi di magazzino attraverso i servizi cloud dell'azienda.
- Asia No.1 — è una rete di parchi logistici "intelligenti" nelle città di Shanghai, Suzhou, Wuxi, Shenzhen, Dongguan, Pechino, Langfang, Tsingtao, Changsha.
- JD Retail — è la divisione retail di JD.com.
- E-Space — è una catena di negozi di elettronica e gadget intelligenti.
- 7Fresh — è una catena di supermercati alimentari.
- JD Technology — è la divisione informatica e servizi digitali di JD.com.
- JD AI Research Institute — è un centro di ricerca nel campo dell'intelligenza artificiale.
- JD Cloud — è la divisione dei servizi cloud di JD.com.
- JD Finance — è una divisione di JD.com focalizzata su investimenti in startup e servizi di crowdfunding.
- JD Property Group — è una divisione di JD.com che gestisce asset immobiliari e infrastrutturali (magazzini, parchi logistici e industriali, data center, centrali solari).
- Jade Palace Hotel (Pechino).
- JD Security — è una divisione di JD.com che fornisce acquisti e pagamenti sicuri (account, big data e sicurezza mobile).
- JD Health — è una divisione di JD.com che vende medicinali, integratori alimentari, nutrizione per bambini, dietetica e sportiva, ottica e prodotti e servizi per la nutrizione e la salute degli animali domestici.
- JD Pharmacy — è una piattaforma di vendita al dettaglio di prodotti farmaceutici e servizi di consulenza sanitaria online, diagnostica online e telemedicina.
- JD Travel — è una piattaforma per la prenotazione di tour, hotel e biglietti.
- JD Consumption and Industry Development Research Institute — è una divisione di JD.com dedicata alla ricerca sui consumi e sulla produzione.
- JD E-Commerce Industry College — è una divisione di JD.com dedicata all'educazione all'e-commerce.
- JD Gaming — è un'organizzazione sportiva che gestisce squadre di eSport professionali.
- JD Foundation — è il braccio filantropico di JD.com, dedicato all'istruzione, alla conservazione, alla riduzione della povertà e al soccorso in caso di calamità.

### Attività estere
- Tiki.vn — è la più grande società di e-commerce in Vietnam.[15]
- PT Jingdong Indonesia Pertama (JD.ID) — è una delle più grandi società di e-commerce in Indonesia.[16]
- JD Central (JDC) — è una delle più grandi società di e-commerce in Thailandia.[17]
- Farfetch — è il più grande rivenditore online di marchi di lusso del Regno Unito.[18]
- Una rete di magazzini e centri di assistenza in Taiwan, Vietnam, Laos, Cambogia, Thailandia, Malaysia, Singapore, Indonesia, Emirati Arabi Uniti, Regno Unito, Paesi Bassi, Germania, Polonia, Stati Uniti d'America, Brasile e Australia.
- Rete di parchi logistici in Vietnam.[19]
- Ochama — catena di negozi automatizzati nei Paesi Bassi.[20]
- Catena di negozi di elettronica E-Space in Indonesia.[21]
- Centro di ricerca e sviluppo a Santa Clara.[22][23]

## Consiglio di amministrazione

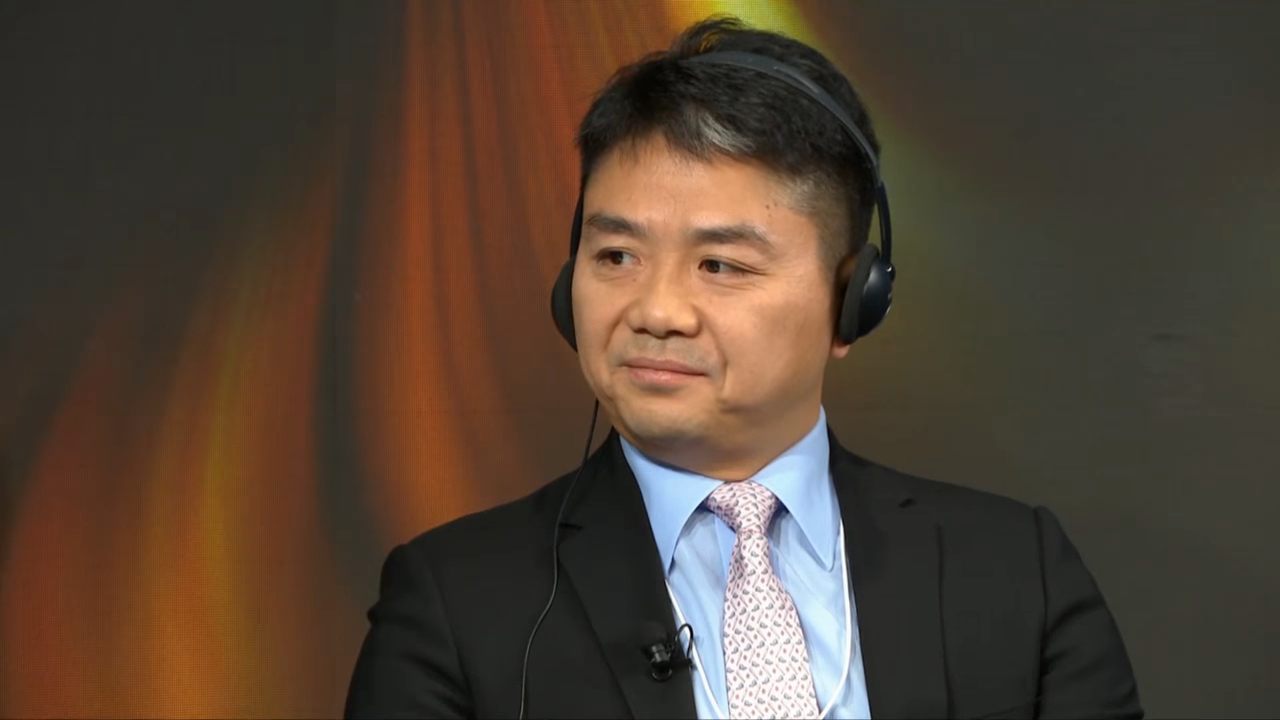
Liu Qiangdong

Liu Qiangdong è il presidente del consiglio di amministrazione e il maggiore azionista della società.
Lei Xu ha assunto la carica di amministratore delegato ( CEO ) nell'aprile 2022, prima era presidente di JD.com; in azienda dal 2007.
Dal 2021 Caroline Scheufele, presidente dell'azienda svizzera di orologi e gioielli Chopard, fa parte del consiglio di amministrazione come amministratore indipendente.

## Dati finanziari
| Anno | Totale Ricavi     | Risultato Netto | Totale Attivo   |
| ---- | ----------------- | --------------- | --------------- |
| 2010 | 8,583,000,000     | -1,161,000,000  | 2,540,000,000   |
| 2011 | 21,129,000,000    | -2,944,000,000  | 10,579,000,000  |
| 2012 | 41,381,000,000    | -3,317,000,000  | 17,886,000,000  |
| 2013 | 69,340,000,000    | -2,485,000,000  | 26,010,000,000  |
| 2014 | 115,002,000,000   | -12,950,000,000 | 66,493,000,000  |
| 2015 | 181,287,000,000   | -9,388,000,000  | 85,166,000,000  |
| 2016 | 260,122,000,000   | -3,414,000,000  | 160,374,000,000 |
| 2017 | 362,332,000,000   | -0,153,000,000  | 184,055,000,000 |
| 2018 | 462,020,000,000   | -2,801,000,000  | 209,165,000,000 |
| 2019 | 576,888,484,000   | 12,187,255,000  | 259,723,704,000 |
| 2020 | 745,802,000,000   | 49,405,000,000  | 422,287,794,000 |
| 2021 | 951,592,000,000   | -3,560,000,000  | 496,506,717,000 |
| 2022 | 1,046,236,000,000 | 10,380,000,000  | 595,250,000,000 |

## Azionisti
Tra i maggiori azionisti di JD.com ci sono Liu Qiangdong (15,8%), il gigante cinese di Internet Tencent Holdings (15%), il gigante statunitense della vendita al dettaglio Walmart (12,1%), la società di investimento di Hong Kong Hillhouse Capital Group , la società di investimento statunitense Tiger Global Management (3,62 %), l'hedge fund americano Lone Pine Capital (1,64%), la società di investimento americana Invesco (1,27%) e la società di gestione patrimoniale americana Dodge & Cox (1,13%).
| Azionista        | Quota |
| ---------------- | ----- |
| Liu Qiangdong    | 15.8% |
| Tencent Holdings | 15%   |
| Walmart          | 12,1% |